# 河卡种羊场
河卡种羊场，是中华人民共和国青海省海南藏族自治州兴海县下辖的一个类似乡级单位。

## 行政区划
河卡种羊场下辖以下地区：
种羊场农队和种羊场牧队。